# Vláknice začervenalá
Vláknice začervenalá, též vláknice Patouillardova (Inocybe erubescens A. Blytt) je smrtelně jedovatá houba z čeledi trepkovitkovitých, pojmenovaná po francouzském lékárníkovi, mykologovi a botanikovi Narcissi Patouillardovi.

## Vzhled

### Makroskopický
Klobouk dosahuje 30–80 (120) milimetrů, nejprve je žaludovitý až kuželovitý, v dospělosti zvonovitý, ve stáří plochý s tupým hrbolem na temeni. Okraj má nejprve podvinutý, se třeněm spojený bělavou pavučinkou, později bývá laločnatý. Pokožka klobouku je zprvu jemně plstnatá a bělavá, později získává slámový odstín a nakonec cihlově červená a od okrajů rozpraskává. Během růstu mohou být na temeni patrné jemné bělavé zbytky vela.
Lupeny jsou v mládí bělavé, později se barví do naolivověle hnědé, otlačením červenají. Ostří mají bělavě brvité.
Třeň dosahuje 30–100 × 7–20 milimetrů, má válcovitý tvar, směrem dolů více či méně rozšířený. Povrch je zprvu bělavý, později se od báze barví okrově a nabíhá červeně. Dužnina je bělavá, slabě červená.

### Mikroskopický
Výtrusy dosahují 10–14 × 5,5–7,5 μm.

## Výskyt

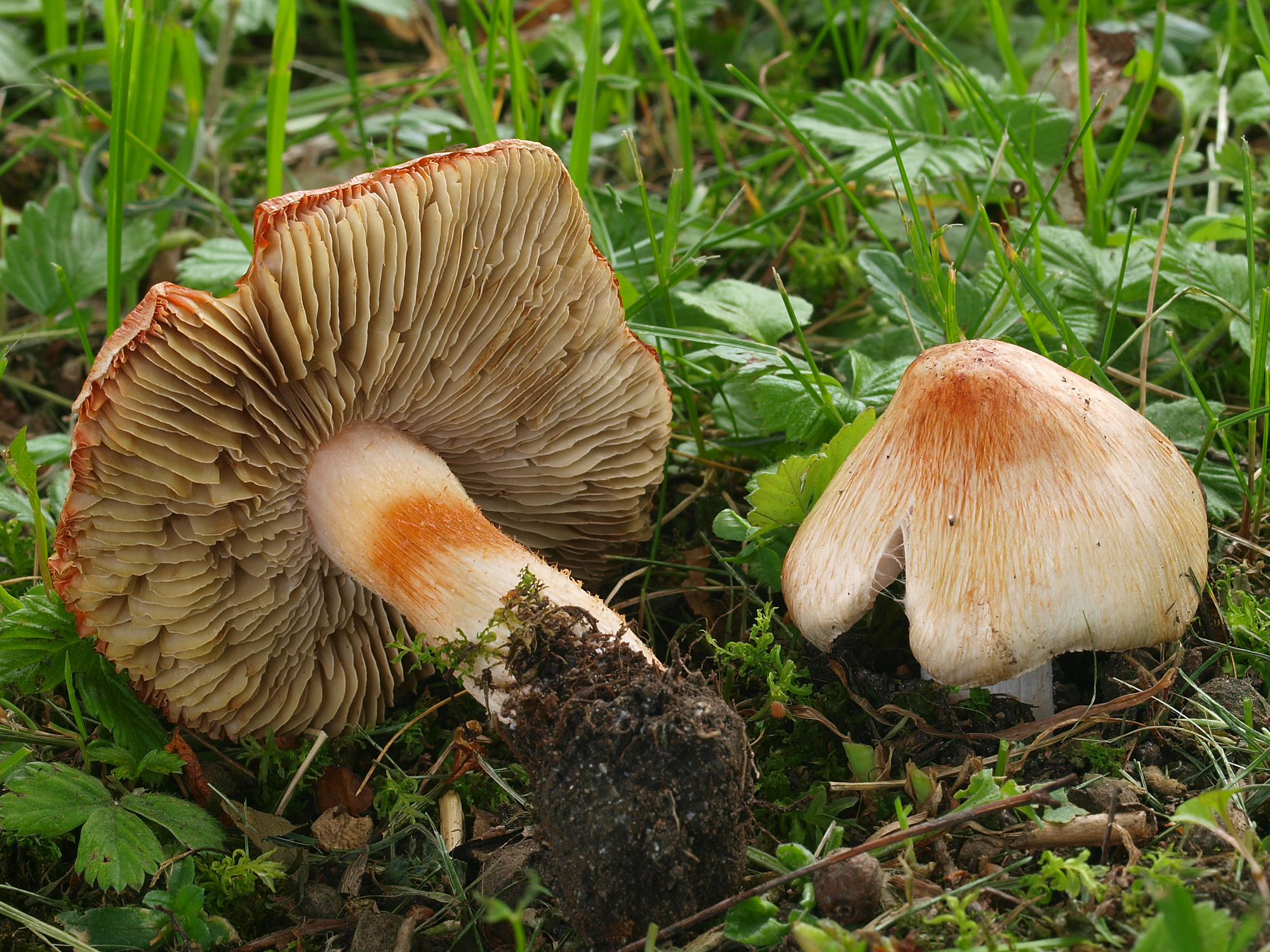
Vláknice začervenalá (Inocybe erubescens)

Roste pod listnatými stromy v lesích i mimo les. Obvykle pod lipami a lískami, ale také pod habry, duby a buky. Preferuje výživnější půdy se zvýšeným obsahem vápníku. Podle českého mykologa Františka Šmardy, který ověřil půdní reakci na sedmi lokalitách, roste hlavně na neutrálních až alkalických substrátech, méně na půdách mírně kyselých jen vzácně na půdách kyselých. Vyskytuje se i na synantropních stanovištích, kam se vápník dostal druhotně (obvykle ze stavebních materiálů), například v parcích, zahradách nebo v bezprostředním okolí starších staveb jako kostely, hřbitovní zdi, hrady a podobně. Objevuje se od května do července, vrcholu dosahuje fruktifikace v červnu. Za vhodného počasí může vyrůst i na podzim. Preferuje teplejší oblasti nižšího stupně pahorkatin, může se ale objevit i v podhůří (Šmarda publikoval nález z 800 m n. m.). Pilát ji uvádí mezi druhy teplomilných lesů na půdách vápenatých, xerotermních dubohabrových hájů na vápencích, vysokých doubrav na půdách písčitých a hlinitých a nakonec také v rámci druhotných smíšených lesů na půdách nevápenatých (konkrétně v rámci moravských teplých středně vlhkých dubin acidofilního charakteru).

## Rozšíření
Je známá z Evropy (především jižní) a jihozápadní Asie (Turecko). V České republice byly publikovány nálezy z následujících chráněných území:
- Český kras
  - Karlštejn[5] (okres Beroun)
  - Koda[6] (okres Beroun)
- Doubravka[7] (okres Teplice)
- Chuchelský háj[8] (Praha)
- Jílovka[9] (okres Česká Lípa)
- Křivoklátsko[5]
- Opolenec[10] (okres Prachatice)

## Ochrana
V 60. letech 20. století byla vláknice začervenalá zahrnuta mezi 100 druhů hub, jejichž výskyt byl monitorován v celoevropském měřítku. Na českém území tehdy byla považována za vzácnou. Ve druhé polovině 20. století byly objeveny další lokality, takže v současnosti je považována za roztroušeně se vyskytující, případně jen místy hojnější.

## Otrava
Vláknice začervenalá, podobně jako jiné vláknice a některé jiné houby, například bílé strmělky, obsahuje alkaloid muskarin.
Otrava se projeví do půl hodiny po požití celkovou nevolností provázenou vyměšováním velkého množství slin, zvracením, průjmy a křečemi. Dalšími projevy otravy jsou poruchy srdeční činnosti, celková slabost, poruchy vidění a nakonec mdloby a potíže s dýcháním, které mohou vést až k zástavě dechu. Charakteristické je nápadné zúžení zorniček. 40–50 gramů je již smrtelná dávka. Protijedem muskarinu je jiný smrtelně jedovatý alkaloid, atropin, který je při včasném podchycení otravy pacientovi lékařem podán.